# Identité de Lagrange
Pour l'identité trigonométrique de Lagrange, voir Noyau de Dirichlet.
En mathématiques, et plus particulièrement en algèbre, l'identité de Lagrange, découverte par Joseph Louis Lagrange, est une formule transformant un produit de sommes de carrés en une autre somme de carrés ; elle a d'importantes conséquences sur les propriétés du produit vectoriel.

## Formulations algébriques de l'identité
L'identité de Lagrange est, :
{\displaystyle {\begin{aligned}{\biggl (}\sum _{k=1}^{n}a_{k}^{2}{\biggr )}{\biggl (}\sum _{k=1}^{n}b_{k}^{2}{\biggr )}-{\biggl (}\sum _{k=1}^{n}a_{k}b_{k}{\biggr )}^{2}&&=&\sum _{1\leq i<j\leq n}(a_{i}b_{j}-a_{j}b_{i})^{2}&\\&{\biggl (}&=&{1 \over 2}\sum _{1\leq i,j\leq n}(a_{i}b_{j}-a_{j}b_{i})^{2}&{\biggr )}\end{aligned}}}
Elle s'applique à deux familles quelconques  (a1, a2, … , an) et (b1,b2, … , bn) de nombres réels ou complexes, ou plus généralement à des éléments d'un anneau commutatif. C’est un cas particulier de l'identité de Binet-Cauchy.
Dans le cas réel, on peut l'exprimer de façon plus compacte avec une notation vectorielle :
{\displaystyle \|\mathbf {a} \|^{2}\ \|\mathbf {b} \|^{2}-(\mathbf {a\cdot b} )^{2}=\sum _{1\leq i<j\leq n}\left(\det {\begin{pmatrix}a_{i}&b_{i}\\a_{j}&b_{j}\end{pmatrix}}\right)^{2}}
où  a et  b sont des vecteurs de ℝn. Cette expression peut s'étendre à ℂn en remplaçant le produit scalaire par un produit hermitien et le carré d'un nombre complexe z par le carré de son module |z|, :
{\displaystyle {\biggl (}\sum _{k=1}^{n}|a_{k}|^{2}{\biggr )}{\biggl (}\sum _{k=1}^{n}|b_{k}|^{2}{\biggr )}-{\biggl |}\sum _{k=1}^{n}{\overline {a_{k}}}b_{k}{\biggr |}^{2}=\sum _{1\leq i<j\leq n}|a_{i}b_{j}-a_{j}b_{i}|^{2}}
c'est-à-dire :
{\displaystyle \|\mathbf {a} \|^{2}\ \|\mathbf {b} \|^{2}-|\mathbf {a\cdot b} |^{2}=\sum _{1\leq i<j\leq n}\left|\det {\begin{pmatrix}a_{i}&b_{i}\\a_{j}&b_{j}\end{pmatrix}}\right|^{2}.}
Le membre de droite de l'égalité étant positif et ne s'annulant que lorsque a et  b sont colinéaires, l'identité de Lagrange entraîne l'inégalité de Cauchy-Schwarz et son cas d'égalité dans le cas des espaces euclidiens (tels que ℝn), et son analogue dans les espaces hermitiens (comme ℂn).
Les cas particuliers n = 2 et n = 3  ont des interprétations géométriques :
- pour n = 2, on obtient l'identité de Diophante (qui se généralise en celle de Brahmagupta) :{\displaystyle (a_{1}^{2}+a_{2}^{2})(b_{1}^{2}+b_{2}^{2})=(a_{1}b_{1}+a_{2}b_{2})^{2}+(a_{1}b_{2}-a_{2}b_{1})^{2},}ce qui correspond à la multiplicativité du module dans les complexes puisque, en posant {\displaystyle z_{1}=a_{1}+{\rm {i}}a_{2}} et {\displaystyle z_{2}=b_{2}+{\rm {i}}b_{1}}, cette formule équivaut à {\displaystyle |z_{1}z_{2}|^{2}=|z_{1}|^{2}|z_{2}|^{2}} ;
- pour n = 3 on obtient l'identité de Legendre[6]:

{\displaystyle (a_{1}^{2}+a_{2}^{2}+a_{3}^{2})(b_{1}^{2}+b_{2}^{2}+b_{3}^{2})=(a_{1}b_{1}+a_{2}b_{2}+a_{3}b_{3})^{2}+(a_{1}b_{2}-a_{2}b_{1})^{2}+(a_{2}b_{3}-a_{3}b_{2})^{2}+(a_{3}b_{1}-a_{1}b_{3})^{2}}  voir plus bas, dans la section consacrée au produit vectoriel.

### Démonstration de la version algébrique
La preuve suivante correspond à un calcul algébrique direct, et est par conséquent valable dans tout anneau commutatif.
{\displaystyle {\begin{aligned}\sum _{1\leq i<j\leq n}(a_{i}b_{j}-a_{j}b_{i})^{2}&=\sum _{1\leq i<j\leq n}(a_{i}^{2}b_{j}^{2}-2a_{i}b_{i}a_{j}b_{j}+a_{j}^{2}b_{i}^{2})\\&=\sum _{\begin{smallmatrix}1\leq i,j\leq n\\i\neq j\end{smallmatrix}}(a_{i}^{2}b_{j}^{2}-a_{i}b_{i}a_{j}b_{j})\\&=\sum _{1\leq i,j\leq n}(a_{i}^{2}b_{j}^{2}-a_{i}b_{i}a_{j}b_{j})\\&=\left(\sum _{i=1}^{n}a_{i}^{2}\right)\left(\sum _{j=1}^{n}b_{j}^{2}\right)-\left(\sum _{i=1}^{n}a_{i}b_{i}\right)\left(\sum _{j=1}^{n}a_{j}b_{j}\right).\end{aligned}}}

## L'identité de Lagrange enalgèbre extérieure
Utilisant le produit extérieur, l'identité de Lagrange peut s'écrire :
{\displaystyle (a\cdot a)(b\cdot b)-(a\cdot b)^{2}=(a\wedge b)\cdot (a\wedge b).}
Elle donne donc la norme du produit extérieur de deux vecteurs en fonction de leur produit scalaire : 
{\displaystyle \|a\wedge b\|={\sqrt {(\|a\|\ \|b\|)^{2}-\|a\cdot b\|^{2}}}.}

## L'identité de Lagrange et le produit vectoriel
En trois dimensions, l'identité de Lagrange dit que le carré de l'aire d'un parallélogramme est égal à la somme des carrés des aires de ses projections sur les trois plans de coordonnées. Algébriquement, si a et b sont des vecteurs de ℝ3 de norme ||a|| et ||b||, on peut écrire l'identité à l'aide du produit vectoriel et du produit scalaire, :
{\displaystyle \|\mathbf {a} \|^{2}\|\mathbf {b} \|^{2}-(\mathbf {a\cdot b} )^{2}=\|\mathbf {a\land b} \|^{2}.}
En effet, le membre de gauche vaut
{\displaystyle \|\mathbf {a} \|^{2}\|\mathbf {b} \|^{2}(1-\cos ^{2}\theta )=\|\mathbf {a} \|^{2}\|\mathbf {b} \|^{2}\sin ^{2}\theta }
où θ est l'angle formé par les vecteurs a et b ;  c'est l'aire du parallélogramme de côtés ||a|| et ||b|| et d'angle θ (voir aussi l'article Déterminant (mathématiques)), et donc le membre de gauche est le carré de cette aire. Le produit vectoriel de droite est défini par
{\displaystyle \mathbf {a} \land \mathbf {b} =(a_{2}b_{3}-a_{3}b_{2})\mathbf {i} +(a_{3}b_{1}-a_{1}b_{3})\mathbf {j} +(a_{1}b_{2}-a_{2}b_{1})\mathbf {k} ,}
vecteur dont les coordonnées sont (en valeur absolue) les aires des projections du parallélogramme sur les plans yz, zx, et xy respectivement.

### En dimension 7
Pour des vecteurs a et b de ℝ7, l'identité de Lagrange peut s'écrire, comme dans le cas de  ℝ3, sous la forme :
{\displaystyle |\mathbf {a} |^{2}|\mathbf {b} |^{2}-|\mathbf {a} \cdot \mathbf {b} |^{2}=|\mathbf {a} \times \mathbf {b} |^{2}.}
Cependant, le produit vectoriel en dimension 7 n'a pas toutes les propriétés du produit vectoriel usuel. Ainsi, par exemple, il ne vérifie pas l'identité de Jacobi.

### Interprétation par les quaternions
Un quaternion p est défini comme la somme d'un scalaire t et d'un vecteur v :
{\displaystyle p=t+\mathbf {v} =t+x\ \mathbf {i} +y\ \mathbf {j} +z\ \mathbf {k} .}
Le produit de deux quaternions p = t + v et q = s + w est défini par
{\displaystyle pq=(st-\mathbf {v} \cdot \mathbf {w} )+s\mathbf {w} +t\mathbf {v} +\mathbf {v} \times \mathbf {w} .}
Le conjugué de q est
{\displaystyle {\overline {q}}=t-\mathbf {v} ,}
et le carré de sa norme est 
{\displaystyle |q|^{2}=q{\overline {q}}=t^{2}\ +\ x^{2}+\ y^{2}\ +\ z^{2}.}
On a la multiplicativité de la norme, c'est-à-dire que, pour des quaternions p et q, on a :
{\displaystyle |pq|=|p||q|.}
Les quaternions p et q sont dits imaginaires (ou purs) si leur partie scalaire est nulle, ou encore si
{\displaystyle p=\mathbf {v} ,\quad q=\mathbf {w} .}
L'identité de Lagrange (en dimension 3) revient simplement à affirmer la multiplicativité de la norme pour les quaternions imaginaires
{\displaystyle |\mathbf {v} \mathbf {w} |^{2}=|\mathbf {v} |^{2}|\mathbf {w} |^{2}}
puisque, par définition,
{\displaystyle |\mathbf {v} \mathbf {w} |^{2}=(\mathbf {v} \cdot \mathbf {w} )^{2}+|\mathbf {v} \times \mathbf {w} |^{2}.}
(La multiplicativité pour des quaternions quelconques donne une autre identité importante : l'identité des quatre carrés d'Euler.)